# Constitució de la República Oriental de l'Uruguai
La Constitució de la República Oriental de l'Uruguai, és la carta magna, la norma fonamental escrita de l'Uruguai de més alta jerarquia. Entre altres assumptes, fixa els límits i defineix les relacions entre els poders de l'Estat i d'aquests amb els seus ciutadans, establint així les bases del govern i l'organització de les institucions en les quals tals poders es fonamenten. També garanteix al poble drets i llibertats.
La primera Constitució va ser aprovada per l'Assemblea General Constituent i Legislativa de l'Estat el 10 de setembre de 1829, Va ser promulgada el 28 de juny de 1830 i jurada pel poble el 18 de juliol de 1830. Ha sofert diverses reformes; el text vigent és bàsicament el de 1967, el qual, al seu torn, va tenir diverses esmenes posteriors, en particular, la reforma constitucional de 1997.
El nom complet del text vigent és: "Constitució de 1967 amb les modificacions plebiscitades el 26 de novembre del 1989, el 26 de novembre del 1994, el 8 de desembre del 1996 i el 31 d'octubre del 2004".

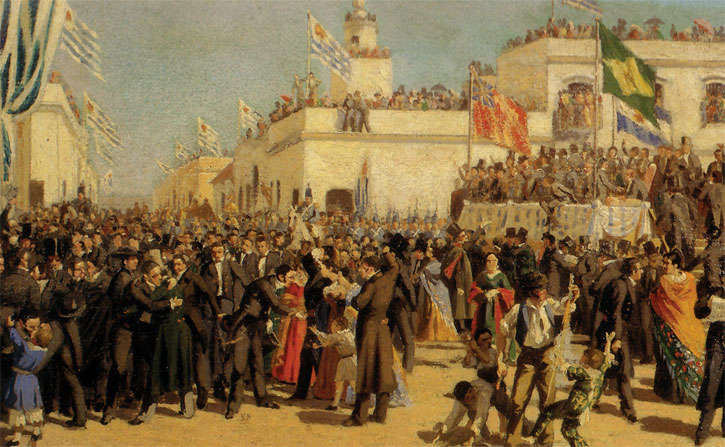
Esbós per a la Jura de la Constitució de 1830. Oli del pintor Juan Manuel Blanes (1830-1901).

## Estructura actual del poder

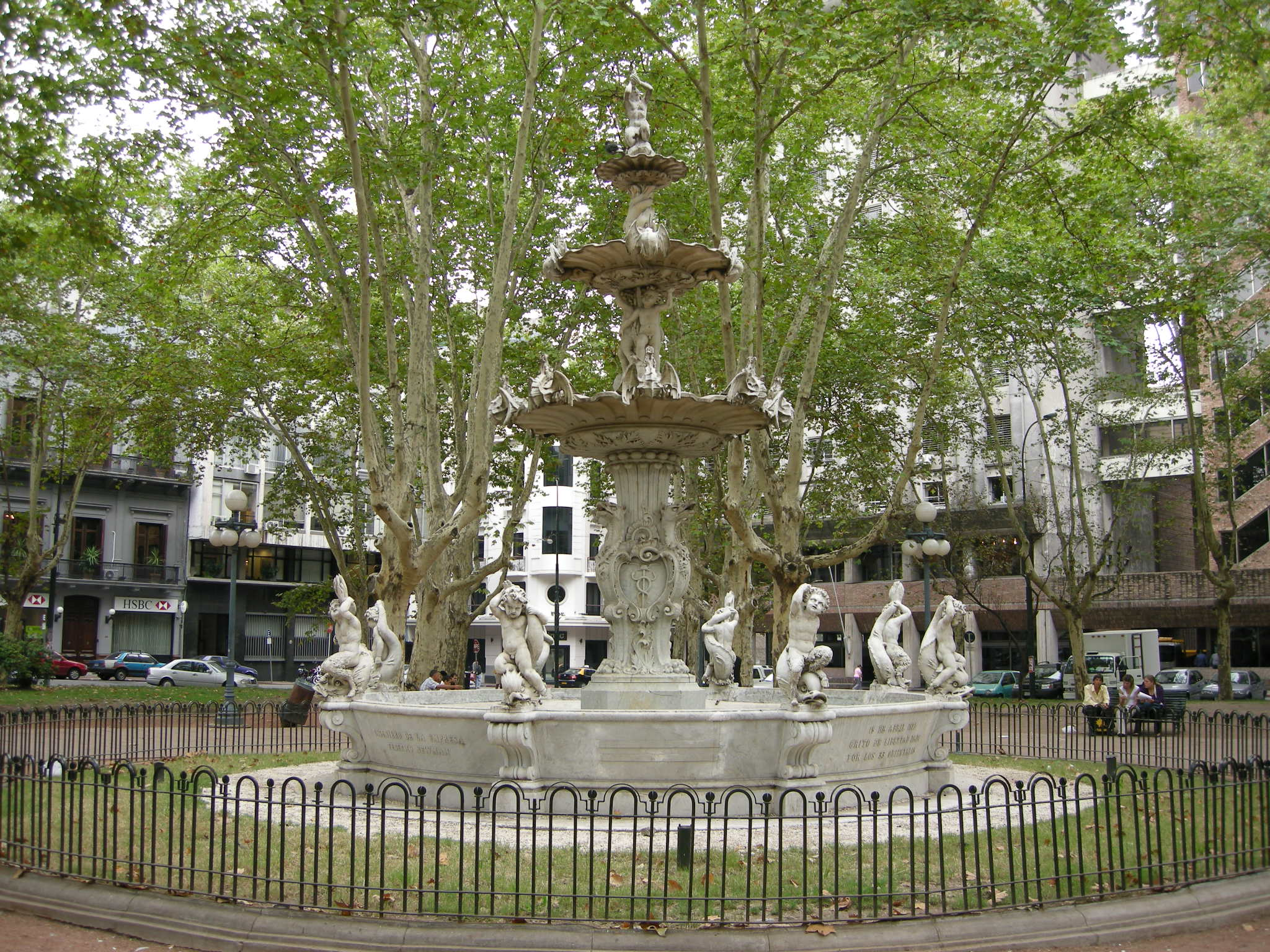
Plaça Constitución o Matriz, on es va jurar la primera Constitució.

### Poder Executiu
El Poder executiu és exercit pel President de la República, que actua amb el seu gabinet de Ministres. La seu del Poder executiu és a Montevideo, i s'ubica a la Torre Ejecutiva.

### Poder Legislatiu
L'Assemblea General és l'òrgan que exerceix el Poder legislatiu. Està composta per la Cambra de Representants i la Cambra de Senadors, les quals actuaran separadament o conjunta, segons les diferents disposicions de la Constitució.
És presidida pel Vicepresident de la República i comença les seves sessions el primer de març de cada any, i el període de sessions es perllonga fins al quinze de desembre, o només fins al quinze de setembre, en cas que hi hagi eleccions. En aquest cas, la nova Assemblea comença les seves sessions el quinze de febrer següent.
L'Assemblea General es reuneix en les dates indicades sense necessitat de convocatòria especial del Poder Executiu. Presideix les seves sessions i les de la Cambra de Senadors fins a la presa de possessió del Vicepresident de la República, el primer titular de la llista de Senadors més votada del lema més votat.
La seu de l'Assemblea General és a Montevideo, desenvolupant les seves sessions a la Cambra de Diputats del Palacio Legislativo.

### Poder Judicial
El Poder judicial de l'Uruguai és un dels poders de l'Estat uruguaià, la funció principal del qual és la jurisdiccional.
El Poder judicial està dividit en Jutjats i Tribunals. S'ha adoptat el sistema col·legiat per als organismes superiors i l'unipersonal per als inferiors. El Poder judicial també té la seu a Montevideo; el Tribunal Suprem de Justícia de l'Uruguai desenvolupa la seva activitat a l'edifici conegut com a Palacio Piria.

## Història

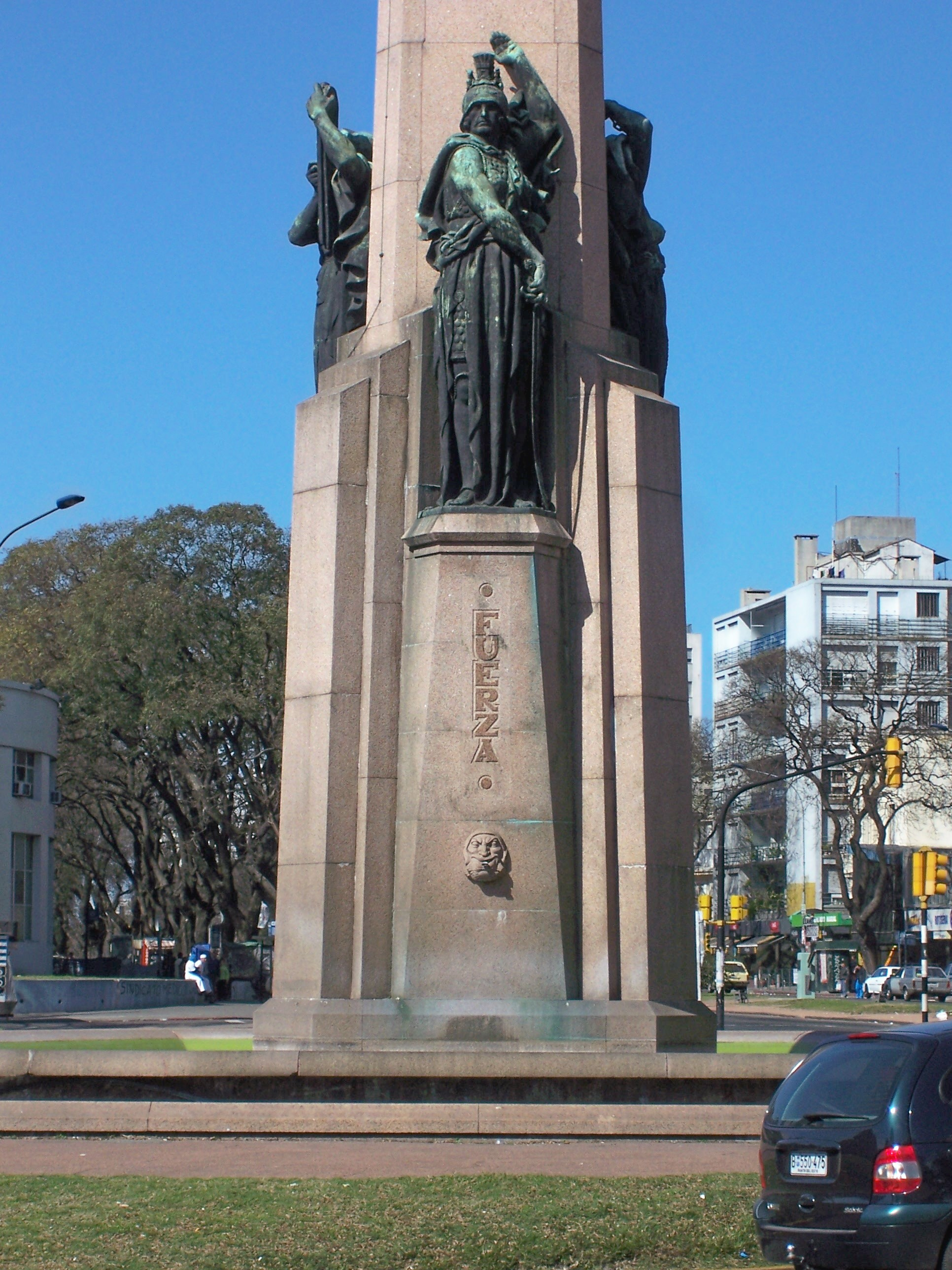
Obelisc erigit a Montevideo en homenatge als constituents de 1830.

### Primera Constitució (1830 -1918)
La Constitució de l'Uruguai de 1830 va ser la primera Constitució de l'actual República Oriental de l'Uruguai, llavors Estat Oriental de l'Uruguai. Va ser promulgada el 28 de juny de 1830 i va jurada pel poble el 18 de juliol del mateix any.

### Segona Constitució (1918 -1933)
La Constitució de l'Uruguai de 1918 va ser plebiscitada el 25 de novembre de 1917 i va entrar a regir l'1 de març de 1919, després d'un llarg i complex procés de reforma, d'acord amb allò que disposava l'anterior Constitució de 1830.

### Tercera Constitució (1934 -1942)
La Constitució de l'Uruguai de l'any 1934 va substituir l'anterior carta magna vigent des de 1918. Es va aprovar en el marc de la dictadura de Terra, per la qual cosa va ser durament qüestionada des de les files opositores, en particular des del Nacionalisme Independent.

### Quarta Constitució (1942 -1952)
La Constitució de l'Uruguai de l'any 1942 va ser una reforma de l'anterior Constitució de 1934. Aquesta havia estat creada en el marc de la dictadura de Terra i, arran de l'anomenat "cop bo" del president Alfredo Baldomir, es va decidir reformar la Carta Magna uruguaiana, amb el benentès que l'anterior no era plenament democràtica.

### Cinquena Constitució (1952 -1967)
La Constitució de l'Uruguai de l'any 1952 va substituir l'anterior Constitució de 1942 i va ser el resultat d'un pacte polític entre el president Andrés Martínez Trueba, la Lista 14 i el blanc Luis Alberto de Herrera Quevedo, amb l'objectiu de restar-li poder a Luis Batlle Berres. Va consagrar l'executiu col·legiat amb el nom de Consell Nacional De Govern.

### Sisena Constitució (1967 - actual)
La Constitució de l'Uruguai de l'any 1967 va restaurar el Poder executiu unipersonal, derogant el Consell Nacional de Govern vigent durant els 16 anys anteriors, i la figura del Vicepresident de la República.
Aquesta Constitució és encara vigent, tot i que ha sofert diverses esmenes plebiscitadas el 1989, 1994, 1996 i 2004. Si bé alguns consideren que les esmenes de 1996 són una nova Constitució, el Parlament continua considerant-les com a canvis de la Constitució de 1967.